# Shiro Amano
Shiro Amano (天野 シロ, Amano Shiro, nascut el 4 de juny de 1976) és un mangaka japonès que va treballar en diversos projectes, incloent-hi una adaptació de la popular  sèries de Kingdom Hearts.

## Treballs

### Manga
- Kingdom Hearts
- Kingdom Hearts: Chain of Memories
- Kingdom Hearts II
- Legend of Mana
- It's a Wonderful World

### Novel·les (Il·lustració)
- Breath of Fire IV
- Kingdom Hearts
- Kingdom Hearts: Chain of Memories
- Kingdom Hearts: Chain of Memories: Reverse Rebirth
- Kingdom Hearts II

### Videojocs
- Dragon Quest & Final Fantasy in Itadaki Street Special (Character Designer)
- Dragon Quest & Final Fantasy in Itadaki Street Portable (Character Designer)
- Itadaki Street DS (Character Designer)
- Super Deformed Gundam
- Lord of Vermilion

### Llibres d'il·lustracions
- 天野 シロ Art Works Kingdom Hearts